# Esselte
Esselte es un fabricante y comercializador de productos de oficina y suministros de negocios con filiales en 25 países y ventas a más de 120 países.  Esselte fabrica archivos, encuadernadores, carpetas, cubiertas, grapadoras, bandejas de cartas y accesorios informáticos bajo las marcas Esselte, Leitz, Oxford, Pendaflex, Rapid y Xyron. Los clientes van desde mayoristas y vendedores directos hasta grandes tiendas de oficinas y minoristas en masa. 
Fundada en 1913 en Estocolmo, Suecia, Esselte es hoy propiedad del fabricante estadounidense de material de oficina ACCO Brands . 

## Historia
Fundada en 1913, cuando unas empresas suecas de impresión y gráficos unieron fuerzas para crear la empresa Sveriges Litografiska Tryckerier —con siglas SLT— en 1970, la empresa se rebautizó Esselte, reflejando la pronunciación de las letras de abreviatura.  En 2002, la firma de inversión de capital privado norteamericana J. W. Childs Associates , con sede en Boston, Massachusetts, compró Esselte por aproximadamente 560 millones de dólares en una transacción originada e introducida por Jonathan Slater de Sequel Management, un patrocinador de transacciones con sede en Boston. En el momento de la adquisición de Esselte por parte de JW Childs, la empresa cotizaba en las bolsas de Estocolmo y Londres y tenía ingresos superiores a los 1.000 millones de dólares.  En 1986, Esselte había construido el Filmstaden Downtown en Gotemburgo y un complejo de cine en Malmö. Dos años más tarde, Esselte y Svensk Filmindustri (SF)  formaron una compañía de cine conjunta y finalmente, en 1992, SF se convirtió en el propietario principal. 

### Adquisiciones
En 1978, Esselte adquirió Dymo Corporation, que creció hasta unos ingresos de aproximadamente 225 millones de dólares en 2005, cuando su propietario, J. W. Childs, separó a Dymo y la vendió a Newell Rubbermaid por unos 730 millones de dólares (más de 1,3 veces el precio que este holding había pagado por toda la compañía Esselte en el 2002).  En 1998, Esselte adquirió a Leitz, un fabricante alemán líder de productos de oficina;  siguiendo en 2010, con la adquisición de la empresa Isaberg Rapid, líder de grapadoras con sede en Suecia,  y de Ampad, un fabricante líder estadounidense de productos de oficina. 